# Otto Šimánek
Otto Šimánek (Třešť, Tsjecho-Slowakije, 28 april 1925 - Praag, 8 mei 1992) was een Tsjechische toneelspeler.
Šimánek behoorde bij het gezelschap van het Stadstheater van Praag. Daarnaast doceerde hij pantomime aan het conservatorium van Praag.
Internationaal werd hij bekend als de zwijgende tovenaar Pan Tau, die hij van 1965 tot 1978 in de gelijknamige serie, en in 1988 nogmaals in een bioscoopfilm speelde.
Šimánek stierf in 1992 op een leeftijd van 67 jaar aan kanker. In het jaar van zijn dood werkte hij nog mee aan een muziekvideo van Nena (Du bist überall) in zijn cultrol als Pan Tau. Hij werd begraven op het kerkhof Vinohrady in Praag.

## Filmografie
- Synchronisatiestem voor Rolf Hoppe (Koning) in Drei Haselnüsse für Aschenbrödel, 1974
- Die Märchenbraut (Arabela), 1979, de Lange
- Luzie, der Schrecken der Straße (Lucie, postrach ulice), 1980, Regie: Jindřich Polák, Detective
- Die Besucher (Návštevníci), 1983, Schooldirecteur
- Die Tintenfische aus dem zweiten Stock (Chobotnice z II patra), 1986, met Žaneta Fuchsová
- Pan Tau - der Film, 1988
- Die Wette (Sazka), 1991, Regie: Martin Walz, met Bruno Ganz

- Gemeinsame Normdatei: 138339767
- International Standard Name Identifier: 0000 0000 6163 1464
- Nationale Bibliotheek van Tsjechië: jn20000402830
- Virtual International Authority File: 84021242
- WorldCat: E39PBJvRQmmY9TMV499cd7Xrv3